# 方世玉與乾隆皇
方世玉與乾隆皇（The Emperor and I），香港無線電視武俠劇，于1994年10月23日-11月19日期間首播，由魏駿傑、張兆輝、陳珮珊、陳梅馨等主演，共20集，監製梁材遠。

## 劇情簡介
清乾隆初年，初登大寶的乾隆皇（張兆輝飾）本欲勵精圖治，無奈因受制于太后（梁舜燕飾）及顧命大臣鄂爾泰（黎漢持飾）。為擺脫鄂爾泰及太后的耳目，乾隆與貼身太監小桂子（鄧兆尊飾）微服私訪至江南。機緣巧合下，化名高天賜的乾隆結識了放蕩不羈的少年方世玉（魏駿傑飾）。世玉是富商方德（許紹雄飾）之子，但因受其母俠女苗翠花（陳美琪飾）影響而喜愛習武。世玉的朋友童千斤（馬德鐘飾）為一苦力，屢次遭到當地惡霸雷老虎（張翼飾）打壓。世玉欲為好友出頭，但卻意外地愛上了思想西化的雷老虎之女雷嬌（陳梅馨飾）。而童千斤之妹，活潑好動的童不悔（陳珮珊飾）亦暗戀世玉，但世玉只心儀雷嬌，總對她不為所動。同時，乾隆對江南名妓宋劍屏（馮曉文飾）心存仰慕，但卻發現她的真實身份是一名反清組織的成員。
奉命剿滅反清勢力的提督霍祈英（譚耀文飾）垂涎雷嬌之美貌，唆使雷老虎設下擂臺，為雷嬌比武招親。欲名正言順地娶雷嬌為妻的世玉原來並無勝算，但經神秘老人風老三（秦煌飾）指點下掌握了醉拳的要訣，在擂臺上將雷老虎打至重傷。霍祈英奸計未能得逞，情急之下殺害了雷老虎，並嫁禍于世玉。世玉以為自己親手打死了雷老虎，自覺無面目再見雷嬌而選擇放棄，致使雷嬌嫁給了霍祈英。霍祈英欲斬草除根，派人追殺世玉。世玉在逃亡過程中，目睹了反清人士遭到清兵殺死的慘劇，於是憤而夥同童千斤及父親方德加入反清隊伍。夾在中間的乾隆正左右為難之際，鄂爾泰卻突來尋訪，並無實權的他唯有表露其真實身份，與世玉等人決裂。眾反清人士不滿乾隆之所為，化妝成戲子入宮行刺，卻遭遇伏擊而傷亡慘重。乾隆向被俘的宋劍屏表明愛意，成功勸服其入宮為妃。但太后不希望乾隆納漢女入宮而痛下殺手，私下將屏毒死。痛失愛人的乾隆自知羽翼未豐，故意討好鄂爾泰和太后，以削弱其戒心，時機成熟後一舉將鄂爾泰剷除，並將太后軟禁，終於掌握了實權。方世玉因參與刺殺行動成了朝廷欽犯，到處躲避霍祈英的追殺。方德、苗翠花先後被擒，童千斤、風老三為保護世玉而犧牲。曾苦追世玉而不得的童不悔一路上細心照顧世玉，令一向對她冷漠的世玉對其情愫頓生。與此同時，雷嬌發現了丈夫殺害父親的秘密，終日躲在教堂裡祈禱，後與世玉重逢。惡貫滿盈的霍祈英與世玉展開決戰，被已領悟醉拳精髓的的世玉所殺。霍死後，世玉選擇了與其一路共患難的不悔。雷嬌辭別兩人，與母親隱居。世玉得知父母將在京城遭到問斬，便不顧一切地趕去營救。乾隆因念及昔日與世玉的兄弟情誼，使計保住了方德夫婦性命，讓世玉得以一家團聚。世玉別了乾隆，偕同父母和不悔返回江南。
多年以後，乾隆勵精圖治，成為史上又一著名君王。世玉繼承了衣缽，經商致富。不悔成為世玉之賢內助，為其生兒育女。雷嬌洗盡鉛華，成了一名修女，致力於為天主傳播福音。

## 演員表
- 魏駿傑 飾 方世玉
- 張兆輝 飾 乾隆皇
- 陳珮珊 飾 童不悔
- 陳梅馨 飾 雷　嬌
- 許紹雄 飾 方德
- 陳美琪 飾 苗翠花
- 譚耀文 飾 霍祈英
- 馬德鐘 飾 童千斤
- 鄧兆尊 飾 小桂子
- 秦　煌 飾 風老三
- 梁舜燕 飾 	孝太后
- 黎漢持 飾 鄂爾泰
- 張翼 飾 雷老虎
- 黃愷欣 飾 李小環
- 馮曉文 飾 宋劍屏
- 林偉 飾 宋復明
- 蔣文端 飾 郭小圓
- 廖駿雄 飾 劉　忠
- 河國榮 飾 湯瑪士
- 黃天鐸 飾 葉豐民
- 陳勉良 飾 師　爺
- 薛純基 飾 木師達大法師
- 羅雪玲 飾 鄂　桐
- 梁葆貞 飾 雷　氏
- 鄭英龍 飾 發
- 李煌生 飾 才
- 王偉樑 飾 金
- 黃煒林 飾 水
- 鄭君寧 飾 生
- 麥嘉倫 飾 果
- 陳中堅 飾 王夫子
- 羅　維 飾 伶冧六
- 林家棟 飾 高腳七
- 文嘉永 飾 太　監
- 游　飚 飾 金　水
- 麥皓為 飾 陳廚子
- 黃建峰 飾 將　軍
- 李衛民 飾 將　軍
- 張志平 飾 劊子手
- 鄭毅邦 飾 何大人
- 鄭　嵐 飾 何　女
- 凌　漢 飾 大　臣
- 何璧堅 飾 大　臣
- 鄧煜榮 飾 大　臣
- 黃月珊 飾 妃　嬪
- 馬慧君 飾 妃　嬪
- 陳寶燕 飾 妃　嬪
- 張　延 飾 妃　嬪
- 郭少芸 飾 妓女甲
- 陸麗燕 飾 妓女乙
- 梁美鳳 飾 妓女丙
- 譚一清 飾 村　長
- 蕭山仁 飾 師　爺
- 黃成想 飾 老　闆
- 黃仲匡 飾 伙　計
- 廖麗麗 飾 鴇　母
- 石　云 飾 管　家
- 鄧汝超 飾 差頭阿四
- 王啟德 飾 衙差甲
- 劉煒全 飾 衙差乙
- 呂劍光 飾 申老闆
- 黎秀英 飾 申　妻
- 葉振華 飾 耍雜技
- 唐蔵娜 飾 途　人
- 區　嶽 飾 錢員外
- 曹　濟 飾 孫員外
- 于　楓 飾 趙　妻
- 溫雙燕 飾 錢　妻
- 謝月美 飾 孫姨太
- 何遠恒 飾 明手下
- 張海勤 飾 明手下
- 鄭家生 飾 金
- 雲大華 飾 銅
- 鄭君寧 飾 虎手下
- 文嘉永 飾 衙　差
- 梁少狄 飾 大　根
- 王維德 飾 二　根
- 朱威廉 飾 小　飛
- 陳月茹 飾 祥　嫂
- 孫季卿 飾 村　長
- 黃振寧 飾 探　子
- 黃文標 飾 將　軍
- 虞天偉 飾 將　軍
- 戴少民 飾 將　領
- 鄭繼宗 飾 刺　客

## 首播
| 英屬香港 無綫電視翡翠台 第三線劇集 星期二至六 00:15-01:15 | 英屬香港 無綫電視翡翠台 第三線劇集 星期二至六 00:15-01:15 | 英屬香港 無綫電視翡翠台 第三線劇集 星期二至六 00:15-01:15 |
| --------------------------------------------------------- | --------------------------------------------------------- | --------------------------------------------------------- |
|                                                           | 方世玉与乾隆皇 （1994.10.23 - 1994.11.19）                |                                                           |
| 獨臂刀客 （1994.9.13 - 1994.10.12）                       | 新紮師兄 (第三線劇集取消)                                 |                                                           |